# Марса-эль-Алам (аэропорт)
Международный аэропорт Марса-эль-Алам (IATA: RMF, ICAO: HEMA) — международный аэропорт, расположенный в египетском курортном городе Марса-эль-Алам.

## Краткая информация
Аэропорт был построен в связи с быстрорастущим туристическим потоком из Европы, как и аэропорт Хургады. До 2011 года назывался Марса. Находится в частной собственности и управляется компанией EMAK Marsa Alam for Management & Operation Airports, дочерней компанией группы M.A. Al-Kharafi в Кувейте.

## Авиакомпании и направления
Из аэропорта выполняются рейсы по следующим направлениям: